# 鎖鎌銀
鎖鎌銀（くさりがまぎん）は、将棋の戦法の一つで、後手番が先手腰掛銀などに対して指す相掛かりの一種。猪突銀戦法とも呼ばれる。飛車と銀将の動きを鎖鎌に見立てている。

## 解説
| 9  | 8  | 7  | 6  | 5  | 4  | 3  | 2  | 1  |    |
| 香 | 桂 |    | 金 | 王 |    | 銀 | 桂 | 香 | 一 |
|    | 飛 |    |    |    |    | 金 | 角 |    | 二 |
| 歩 |    | 歩 |    | 歩 | 歩 |    | 歩 |    | 三 |
|    |    | 銀 | 歩 |    |    | 歩 |    | 歩 | 四 |
|    |    |    |    |    |    |    |    |    | 五 |
|    |    | 歩 |    | 銀 | 歩 |    | 飛 |    | 六 |
| 歩 | 歩 |    | 歩 | 歩 |    | 歩 |    | 歩 | 七 |
|    | 角 | 金 |    |    |    |    |    |    | 八 |
| 香 | 桂 | 銀 |    | 玉 | 金 |    | 桂 | 香 | 九 |

| 9  | 8  | 7  | 6  | 5  | 4  | 3  | 2  | 1  |    |
| 香 | 桂 |    | 金 | 王 |    | 銀 | 桂 | 香 | 一 |
|    | 飛 |    |    |    |    | 金 | 角 |    | 二 |
| 歩 |    | 歩 |    | 歩 | 歩 |    | 銀 | 歩 | 三 |
|    |    |    | 歩 |    |    | 歩 |    |    | 四 |
|    |    |    |    |    |    |    |    |    | 五 |
|    |    | 銀 |    |    | 歩 |    | 飛 |    | 六 |
| 歩 | 歩 |    | 歩 | 歩 |    | 歩 |    | 歩 | 七 |
|    | 角 | 金 |    |    |    |    |    |    | 八 |
| 香 | 桂 | 銀 |    | 玉 | 金 |    | 桂 | 香 | 九 |

先手腰掛銀に対する後手鎖鎌銀は、1950年代に端を発する有名な将棋である。
鎖鎌銀の将棋として、一号局が1956（昭和三十一）年度第9期順位戦A級、▲塚田正夫vs△升田幸三戦で、他に1960（昭和三十五）年度第14期順位戦、▲大友昇vs△五十嵐豊一戦や1983（昭和五十八）年度十段戦予選と同年の『将棋世界』5月号「定跡実験室」での▲鈴木輝彦vs△田中寅彦戦、などが知られる。また相鎖鎌戦として、1963（昭和三十八）年度東京新聞棋戦の▲内藤国雄vs△灘蓮照戦や▲塚田正夫vs△花村元司戦などが知られる。
図の鎖鎌銀の例で先手の5六銀に△5四銀なら普通の腰掛銀戦であるが、後手△7四銀とするのがいかにも宍戸梅軒愛用の鎖鎌を彷彿とさせる。ぶんと振れば人間の頭蓋骨を砕くに足る鉄の鎖がさしずめ△8二飛で、銀は鉄の玉に見立てられる。名付け親は加藤治郎とされており、現役時代「難剣」といわれた高柳敏夫名誉九段の得意戦法として知られた。
5四から6五銀のガッチャン銀を狙わず、先手からも狙わせずに7四から8五銀と音なしを狙うのである。8五に進出させないよう▲7七桂の手はあるが、消極的な受けでは後手の思う壷であるので、図のように勢い▲4五銀△6五銀以下先手が▲2三銀まで進出する局面となる。
塚田vs升田戦は、1筋の歩を付き合った形で▲2三銀不成となり、以下△8八角成▲同銀△4四角▲3六飛△3五歩▲2六飛に△6七銀成で後手が有利となったとされるが、そのあと▲3四銀成に△7八成銀とした手が悪手で、▲4四成銀△同歩▲2一飛成△8八成銀▲4三桂となって先手が勝利している。先に△2五歩▲同飛△1三桂▲2一飛成として桂馬を逃がしていれば後手良しであったといわれている。
鈴木vs田中戦は、十段戦のほうは塚田vs升田戦同様、1筋の歩を付き合った形で△8八角成▲同銀△4四角に▲3二銀不成△同銀▲2四飛として、以下△6七銀成▲4四飛△7八成銀▲6四飛と進んでいる。この後△8八成銀であると▲6二歩が痛打なので△5四銀とし▲6二歩に△同飛を用意したが▲3一角として以下先手が勝利した。定跡実験室では、▲2四飛以下後手は△2八歩と変化し、難解な局面に突入し、最終的に後手が勝利している。局面解明を担当した鈴木によると、この将棋の結論としては先手が少しよくなる定跡であるが後手も指せるというもので、これは後手が良しとなると先手の相掛かりが成立しなくなるからであるとした。
なお鈴木は塚田vs升田戦をもとに以前『将棋世界』誌で▲3六飛の局面で3六飛を正解手とする懸賞問題を出題したことがあるが、▲2四飛までの順はそのとき解答手順にあったようで、同手段は1973（昭和四十八）年に▲二上達也vs△芹沢博文戦で指され、二上としてはこの順になったら指そうと二十年来温めていた手であったという。二上vs芹沢戦は▲6四飛以下△6三歩▲同飛成△5二銀▲6六龍△8八成銀に▲6三歩以下先手が勝利している。同年棋聖戦予選で鈴木は鎖鎌銀側を持って二上を先手にして端歩が▲9六歩－△1四歩型で対戦しており、後手△5四銀の局面で今度は▲6三歩とし、以下△6二歩▲3一角△6三歩▲6六飛△6二玉に先手は9六歩型であるので▲9七角とし、△5二金に▲7二歩以下先手が勝利する。